# Вулиця Михайла Оратовського
Вулиця Михайла Оратовського — вулиця в місті Мелітополь, одна з центральних вулиць Піщаного. По вулиці йде частина транспортного потоку з автошляху М14 «Одеса — Мелітополь — Новоазовськ».

## Розташування
Від кола на проспекті Богдана Хмельницького вулиця прямує на схід, перетинає провулки Михайла Оратовського, Бєлякова, Бадигіна, Павла Сивицького, вулиці Павла Сивицького та Олександра Невського. Потім виходить за межі міста, прямує повз дачний кооператив «Ромашка» і залізобетонним мостом через Молочну річку. За мостом асфальтове покриття на дорозі закінчується, і далі ґрунтова дорога йде до Костянтинівки. Також до вулиці Михайла Оратовського відноситься відгалуження на околиці міста, на якому закінчуються вулиці Моторна та Бєлякова. Нумерацію на вулиці встановлено від кордону міста до проспекту Богдана Хмельницького. Це пов'язано з тим, що до війни центр Мелітополя розташовувався під горою, в районі вулиці Олександра Невського, а проспект Богдана Хмельницького (на той час Якимівська вулиця) був скоріше околицею міста.

## Історія
Перша відома згадка вулиці відноситься до 17 січня 1939. Вулиця була названа на честь «всесоюзного старости» М. І. Калініна (1875-1946) ще за його життя.
Під час Німецько-радянської війни вздовж вулиці проходив протитанковий рів. У 2013 році на городах було виявлено 27 протитанкових мін.
12 травня 1961 року конторі зв'язку було відведено ділянку по вул. Калініна, 127б для будівництва поштового відділення.
У 2015 році, після ухвалення в Україні закону про декомунізацію, Мелітопольське Благочиння Української православної церкви виступило з пропозицією перейменувати вулицю Калініна на вулицю Андрія Первозванного, на честь храму, що стоїть на вулиці. Її в результаті перейменували у 2016 році, але на честь Михайла Оратовського — садівника, який вивів кілька сортів черешні.
7 квітня 2023 року, під час Російського вторгнення в Україну, російська окупаційна влада Мелітополя видала наказ про повернення вулиці імені Калініна.

## Об'єкти
- Церква Андрія Первозванного
- Середня школа № 8[9].

## Транспорт
На перехресті вулиць Михайла Оратовського та Павла Сивицького знаходиться кінцева зупинка автобусного маршруту № 18.

## Галерея

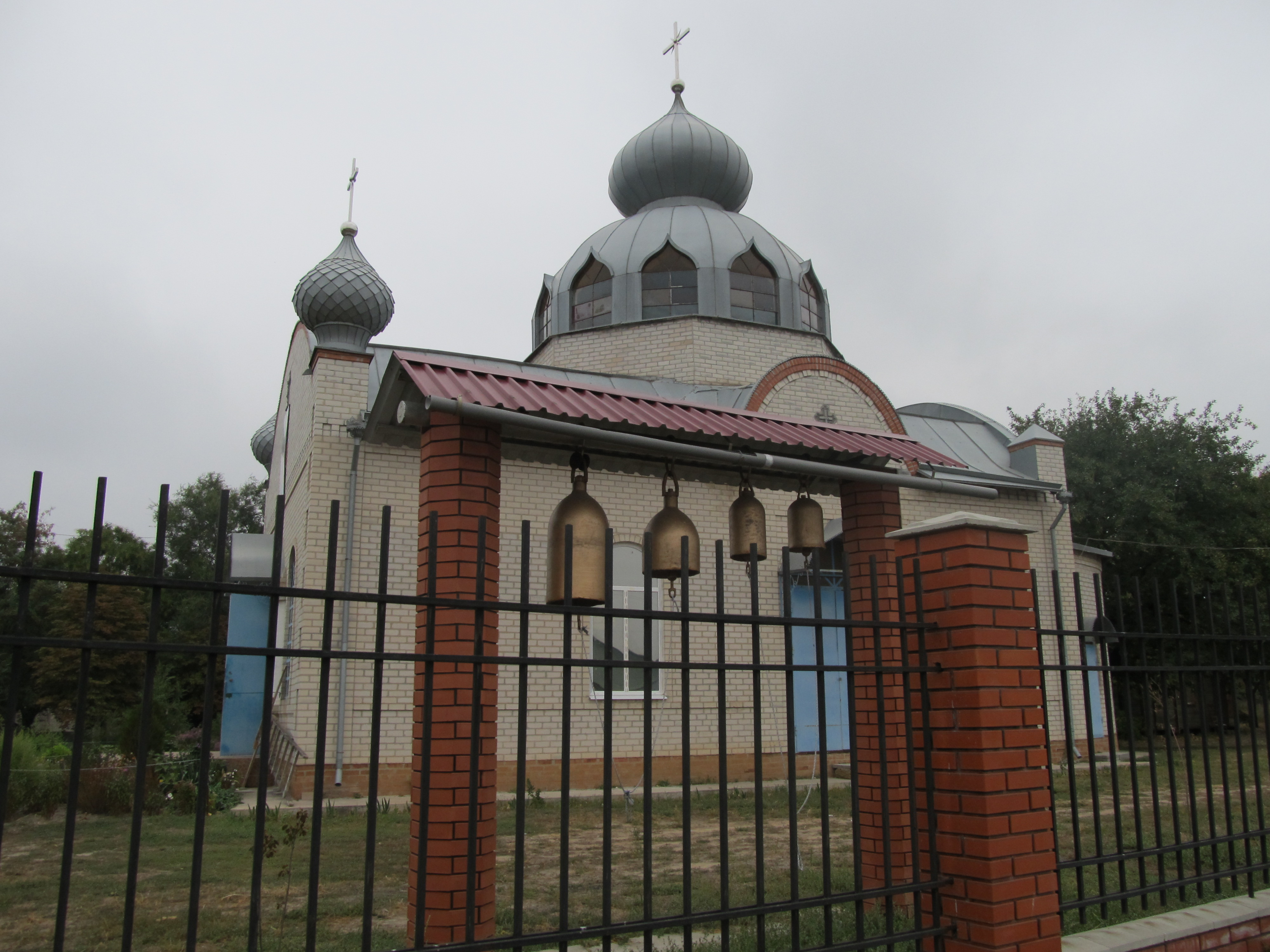
православна церква Андрія Первозванного з дзвонами з балонів
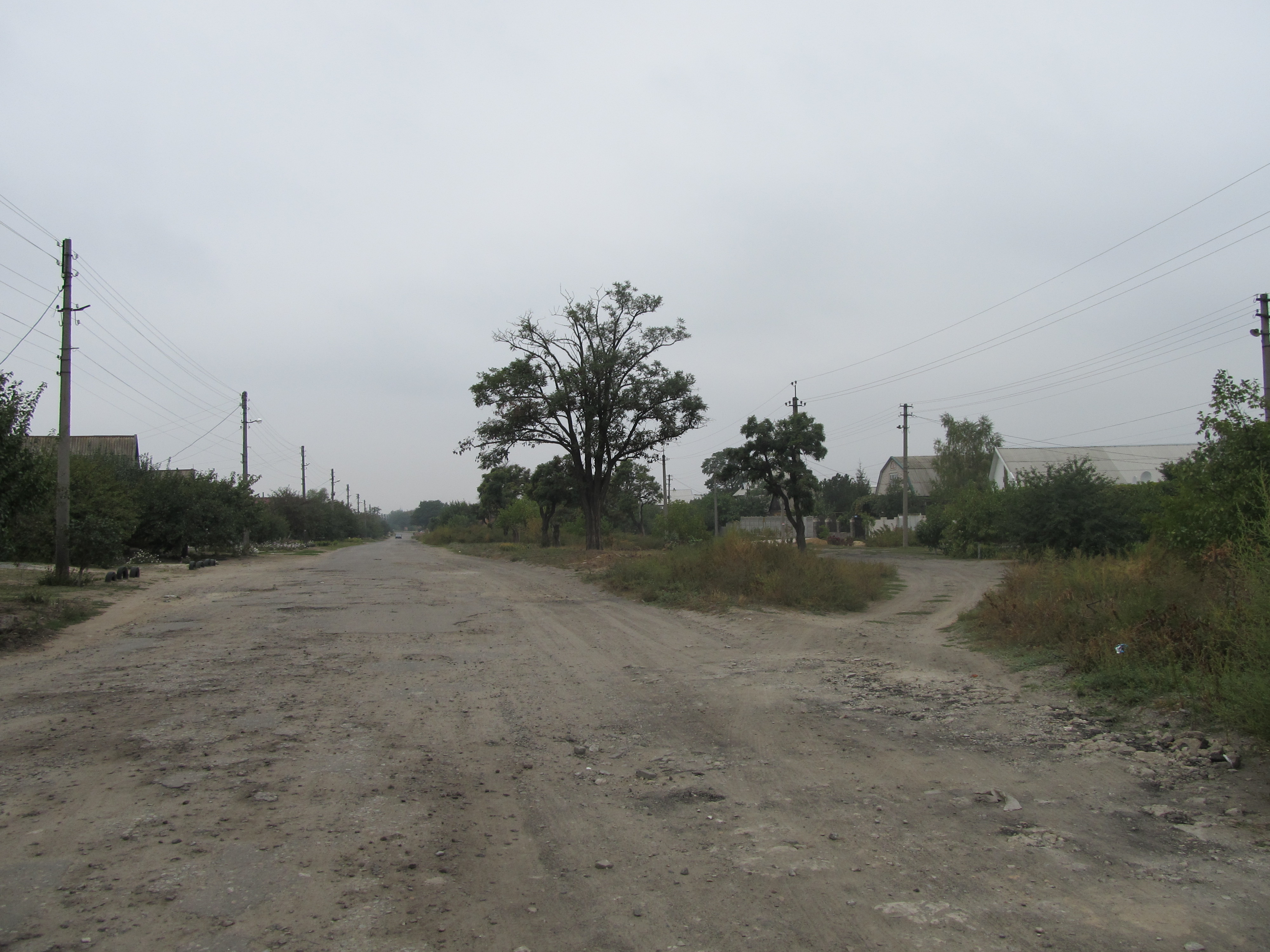
початок відгалуження вулиці (праворуч)
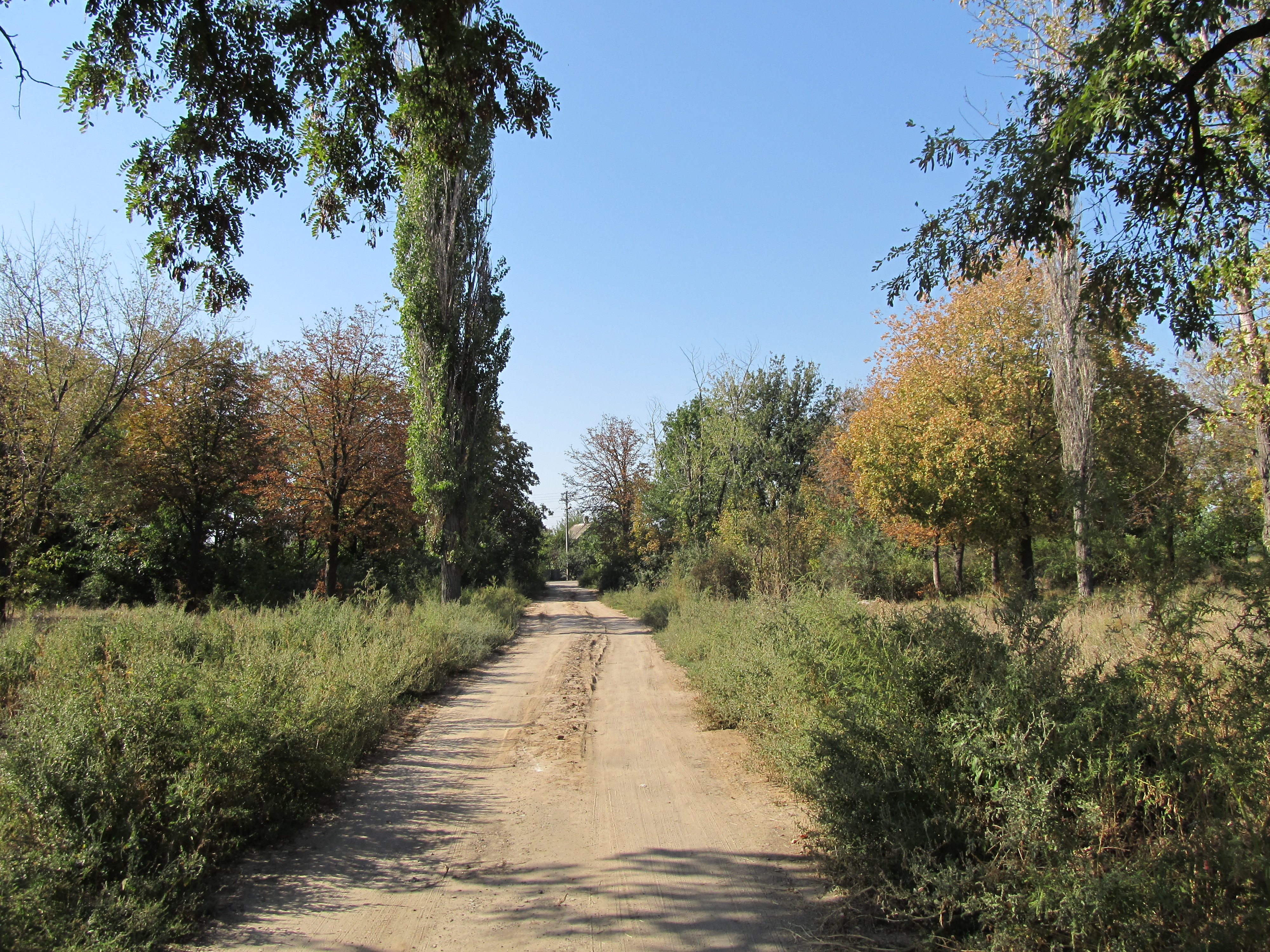
прохід між відгалуженнями вулиці
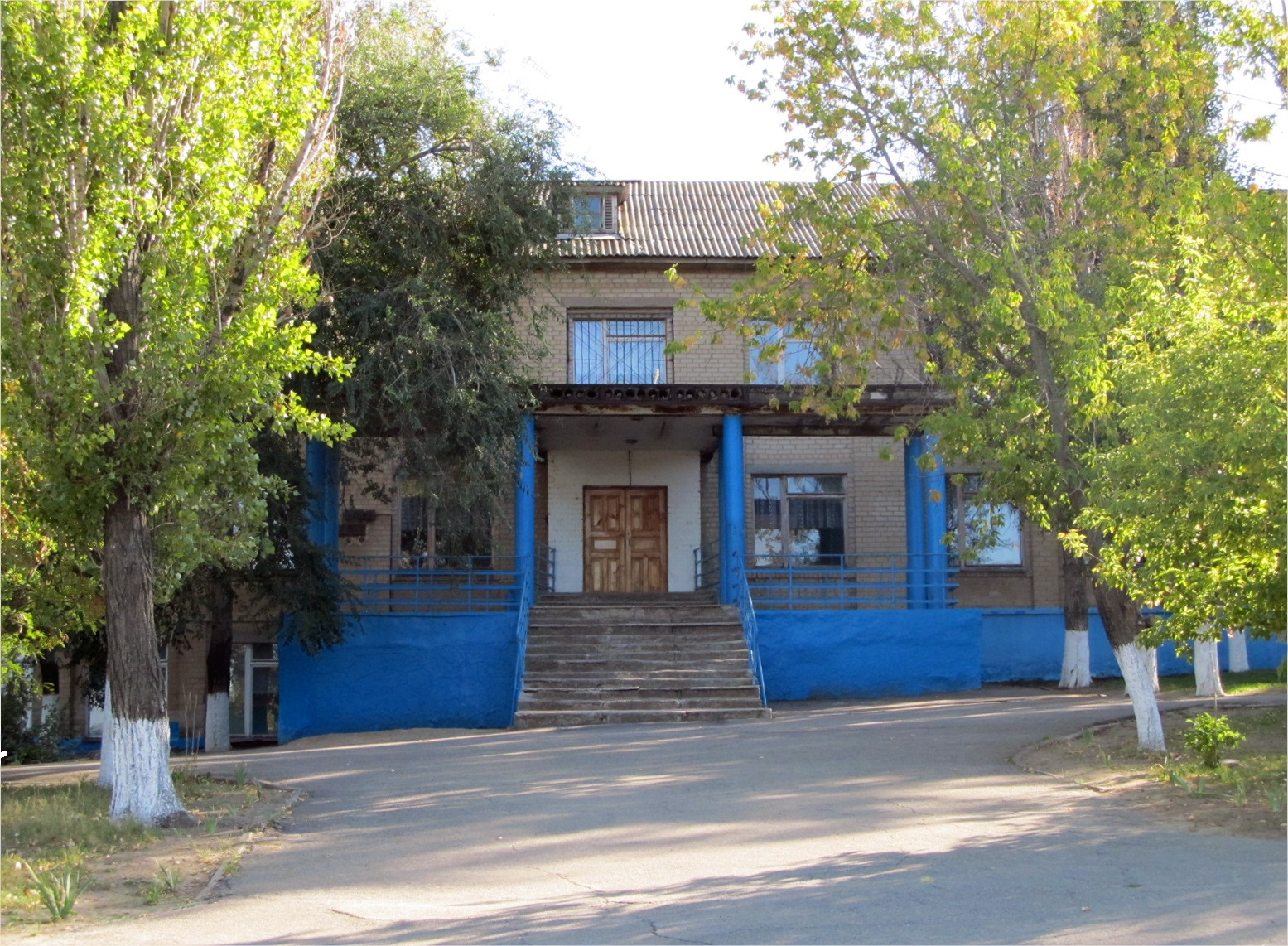
школа №8
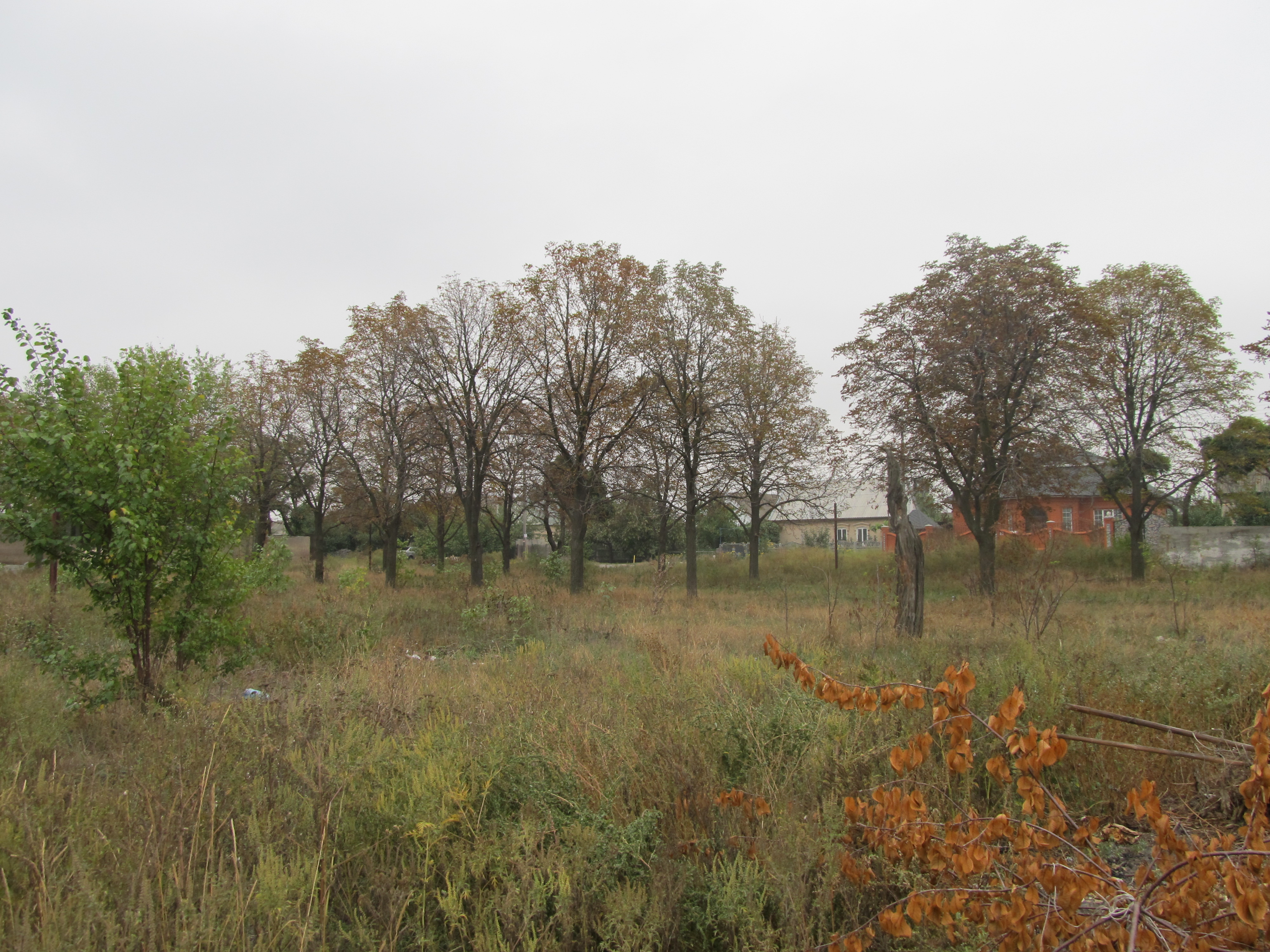
Флора вулиці М. Оратовського
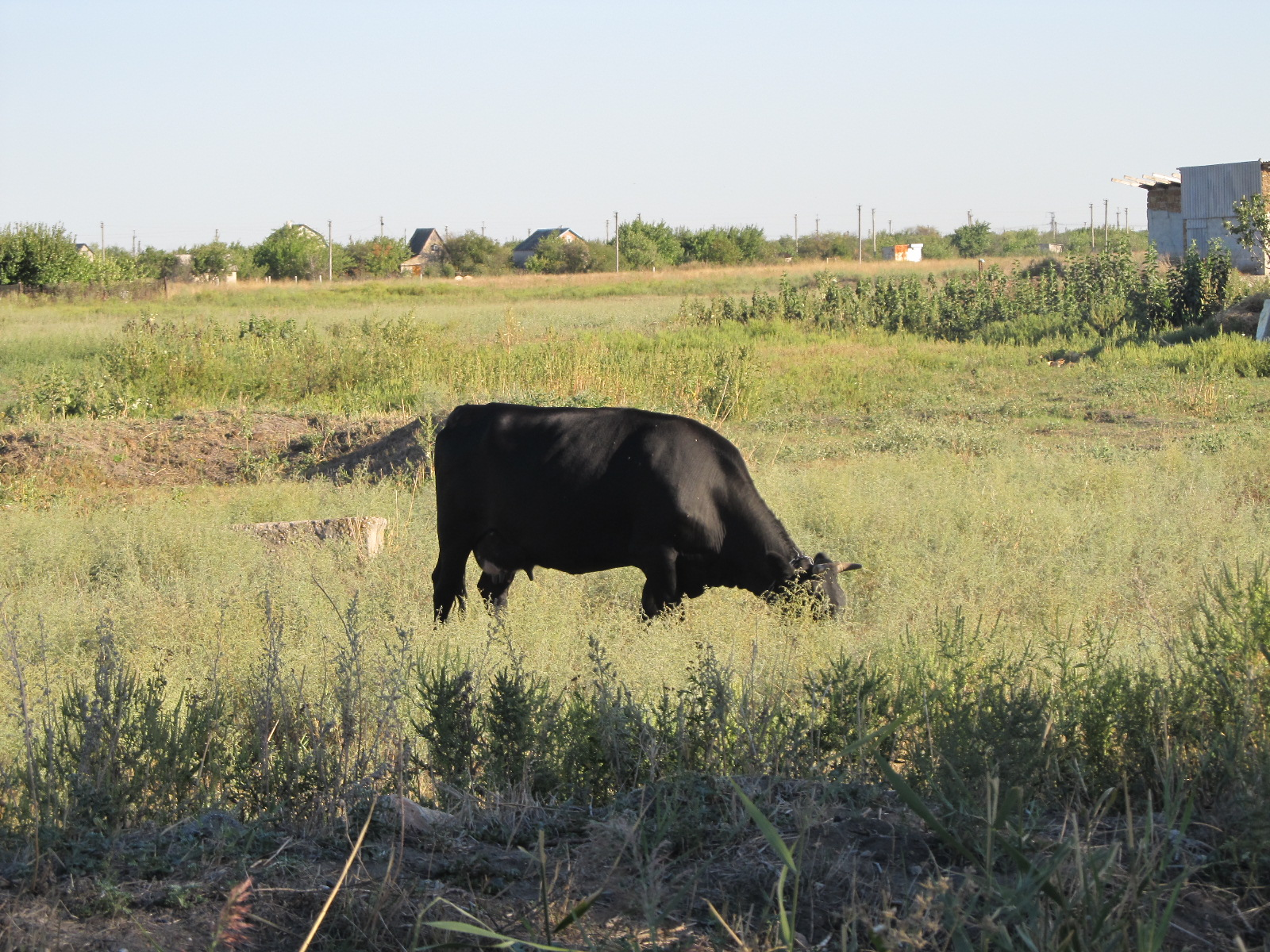
Фауна вулиці М. Оратовського
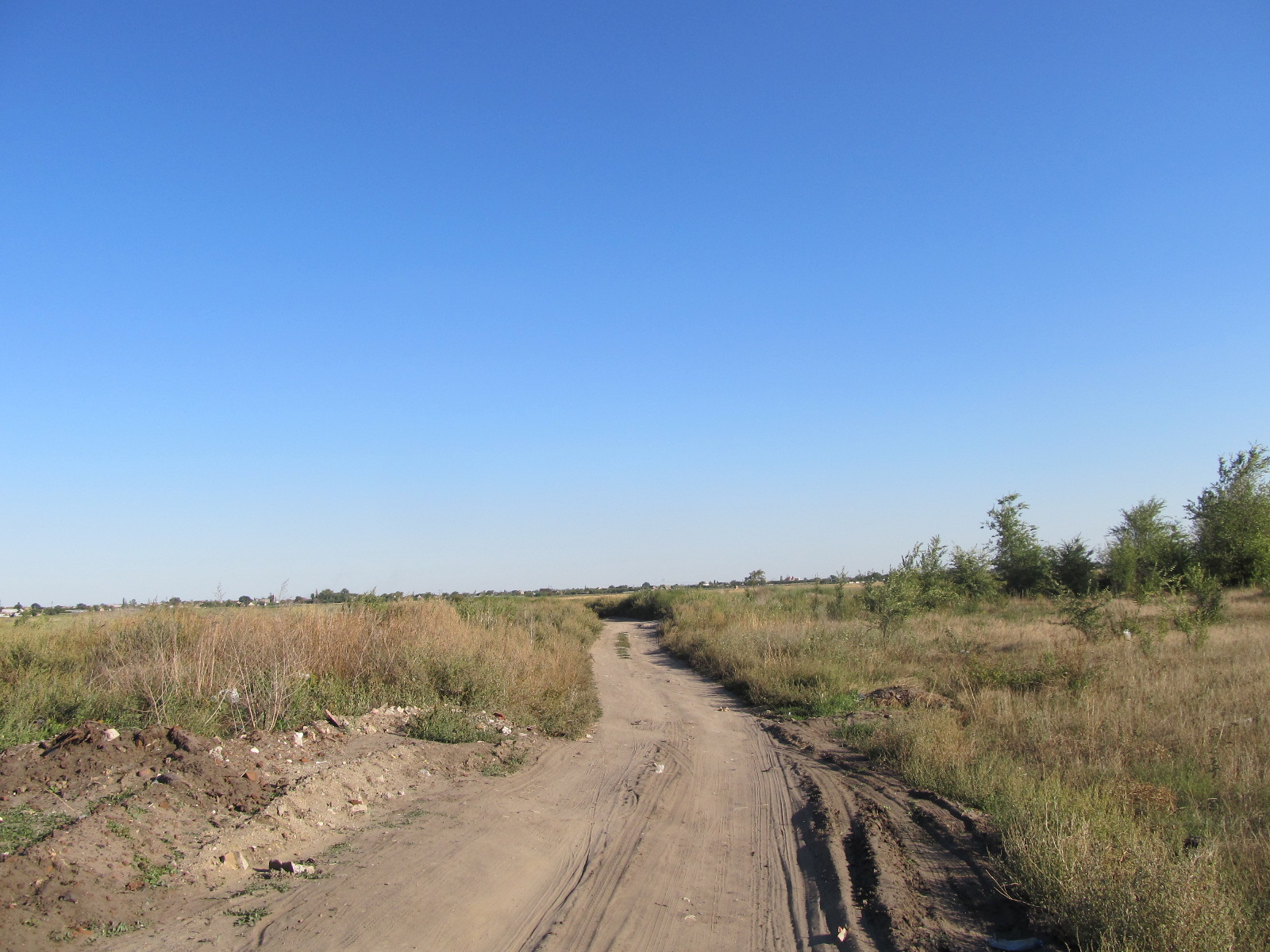
початок вулиці біля Молочної річки
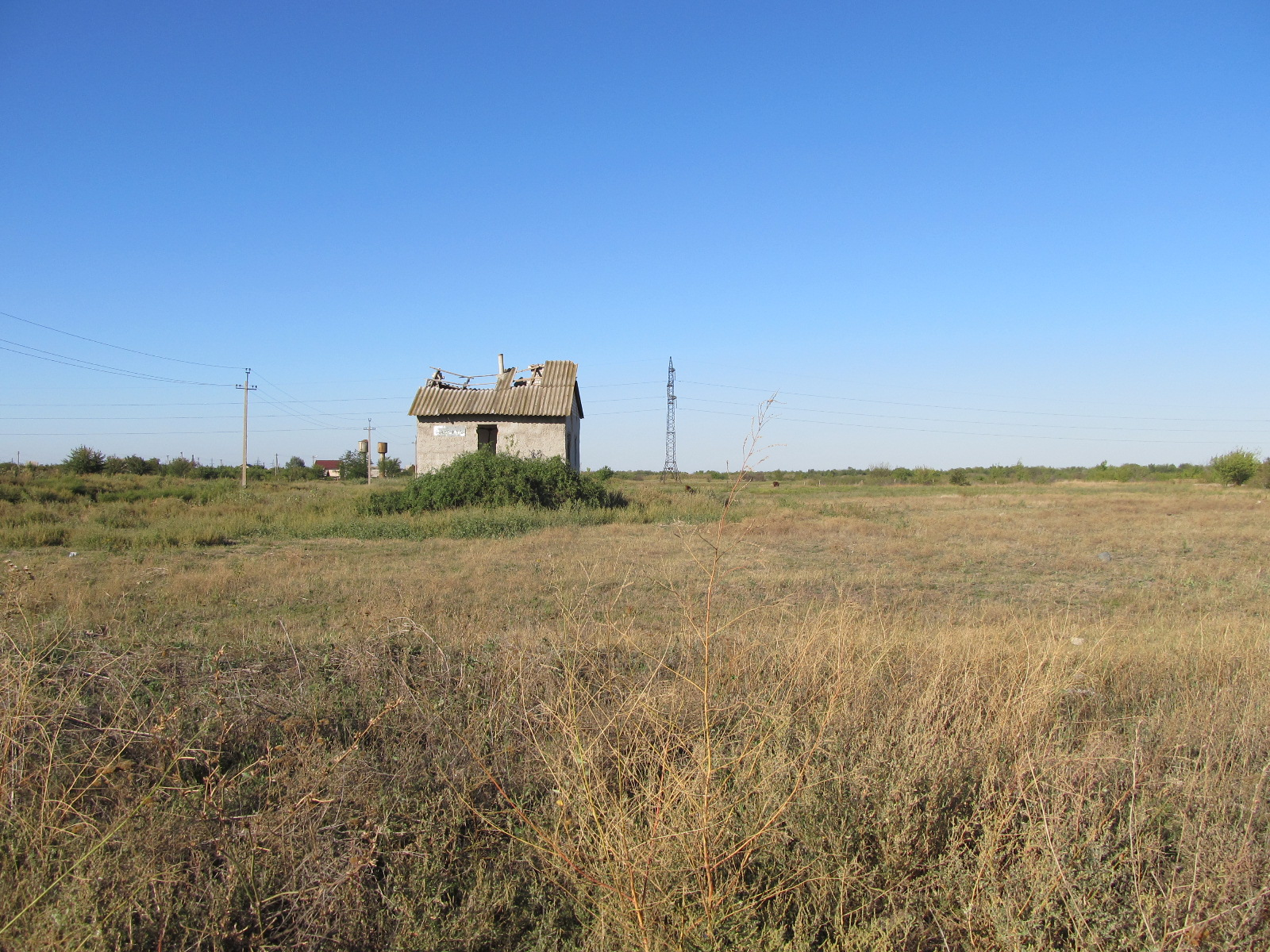
заміський вид на початку вулиці